# Pharmacy Practice
Pharmacy Practice (ISSN: 1885-642X, eISSN:1886-3655) es una revista científica revisada por pares, de acceso gratuito que trata temas relacionados con el ejercicio de la farmacia (Farmacia Práctica). 
Pharmacy Practice cubre un amplio espectro de actividades como la Atención Farmacéutica, la Farmacia Social, la Educación Farmacéutica, la investigación en proceso y resultados de salud, la informática sanitaria, la Farmacoepidemiología, etc.
Pharmacy Practice fue creada en 2006 como continuación de otra revista denominada Seguimiento Farmacoterapéutico. Se publica trimestralmente en inglés. El consejo editorial está formado por profesores de la Universidad de Lisboa, la Universidad de Sídney, la Universidad de Granada, la Universidad de Iowa, y la Universidad de Frankfurt. El actual editor es Fernando Fernández-Llimos. Actualmente esta indexada en PubMed, PubMed Central, Embase, Scopus, Ebsco EJS, Directory of Open Access Journals, Scielo, IBECS, e-revistas, Redalyc.